# Cono da Teggiano
Cono da Teggiano (Diano, fine del XI secolo – Abbazia di Santa Maria di Cadossa, inizi del XII secolo) è stato un religioso italiano.

## Biografia

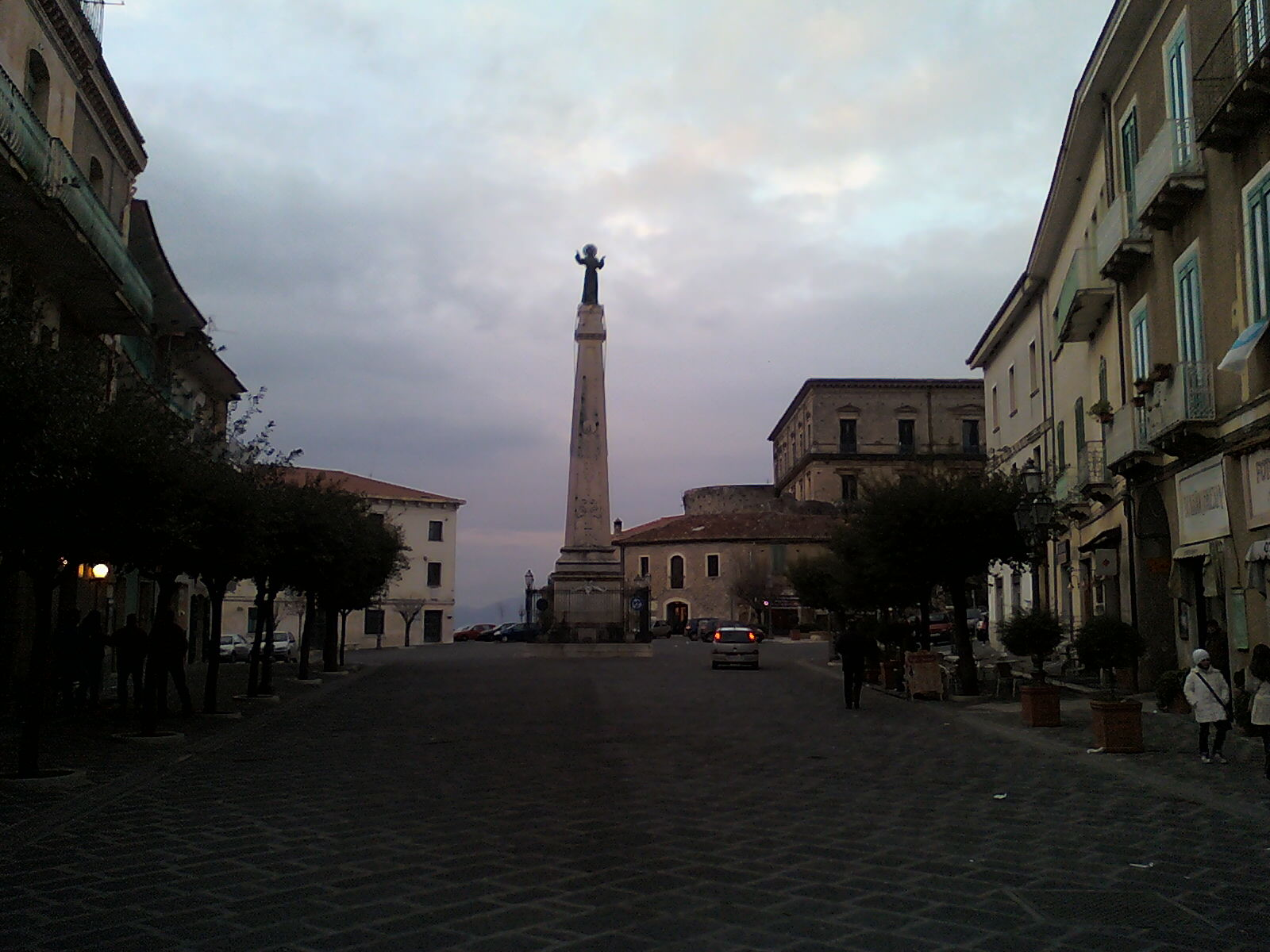
Obelisco di San Cono a Teggiano

San Cono nacque a Diano, antico nome di Teggiano da Bernardo (?) Indelli (o Mandelli o De Indella) e Igniva alla fine del secolo XI. 
Notizie assai tardive dicono che si diede alla penitenza fin da bambino, fuggì da casa e si ritirò nel monastero benedettino di Santa Maria di Cadossa (ora santuario di San Cono) presso Montesano sulla Marcellana. Un giorno i genitori, avendo scoperto il suo rifugio, andarono a fargli visita, ma Cono per evitarli si nascose in un forno acceso rimanendo, tuttavia, incolume. 
Morì giovanissimo, agli inizi del secolo XII, lasciandosi dietro fama di santità.

## Miti e leggende
Diverse sono le leggende e i miti della storiografia di San Cono, evocato per intercedere in vari eventi storici:
Nel 1497, sembra che, durante l'assedio di Diano da parte degli aragonesi, un episodio coinvolse un monaco che fu visto “respingere i proiettili senza che verun danno ne soffrisse la città“. Successivamente, sembra che preghiere e invocazioni allontanarono, in poco tempo dalla città, la peste del 1600.
Nel terremoto del 1857, San Cono sarebbe apparso salvando la città di Diano. I cittadini fecero costruire un obelisco per ricordarne l'evento.

## Culto

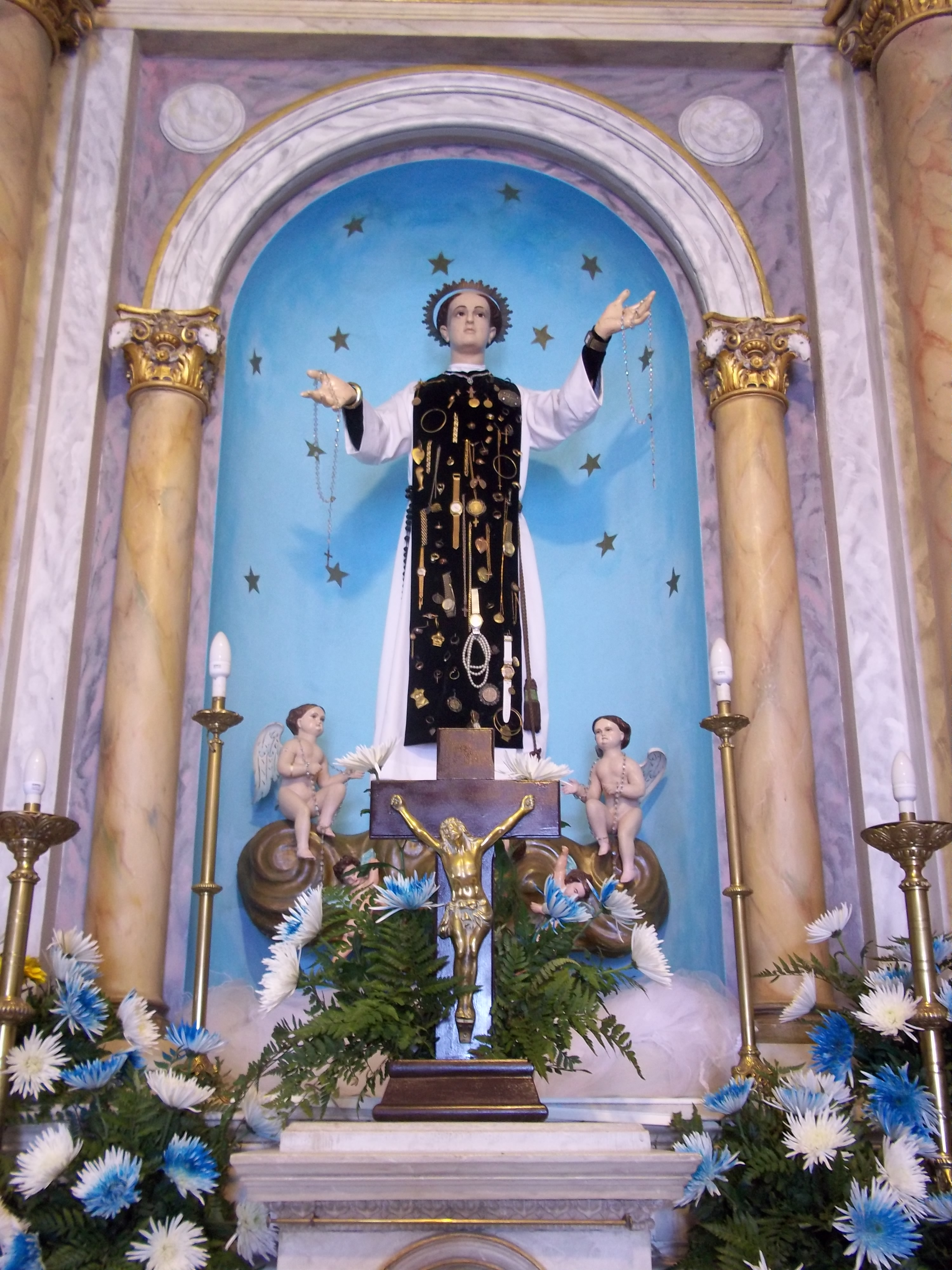
Statua di San Cono nella chiesa di Florida (Uruguay)

Quando il monastero di Cadossa fu abbandonato, il suo corpo fu trasferito nel 1261 a Teggiano, dove è venerato come santo patrono. Un grande santuario del santo è presente anche nella città di Florida in Uruguay.
Il culto fu riconosciuto ufficialmente nel 1871. La festa si celebra il 3 giugno.
Festeggiamenti in suo onore vengono celebrati oltre che a Teggiano e a Florida (Uruguay) anche a Buenos Aires, New York, Montréal, San Mauro Pascoli, San Cono di Cessaniti.

### Date dei festeggiamenti a Teggiano
- 3 giugno: Festa patronale in onore di San Cono patrono e protettore della Città e della Diocesi di Teggiano-Policastro
- 1ª domenica di agosto: Pellegrinaggio in onore di San Cono al Monastero di Santa Maria di Cadossa dove San Cono morì.
- 27 settembre: Festa della traslazione delle reliquie di San Cono dal Monastero di Santa Maria di Cadossa alla città di Teggiano
- 17 dicembre: Festa del patrocinio dei santi patroni San Cono e San Laverio dopo lo scampato pericolo dai terremoti del 1857 e del 1980